# فرودگاه‌ایالت وسترلی
فرودگاه‌ایالت وسترلی (به انگلیسی: Westerly State Airport)  یک فرودگاه همگانی باربری با کد یاتا WST است که یک باند فرود آسفالت دارد و طول باند آن ۱۲۲۲ متر است. این فرودگاه در  کشور ایالات متحده آمریکا قرار دارد و در ارتفاع ۲۵ متری از سطح دریا واقع شده است.